# Faustynian
Faustynian – imię męskie pochodzenia łacińskiego, wywdzące się od imienia Faustyn. Patronem tego imienia jest św. Faustynian, biskup Bolonii (zm. ok. 350 roku). Łacińska grupa, od której imię to pochodzi (faustus — "błogi, pomyślny", ale także faveo, favi, fautum — "sprzyjać, być przychylnym") nie ma pochodzenia indoeuropejskiego oraz pewnych odpowiedników w żadnym języku indoeuropejskim.
Faustynian imieniny obchodzi 26 lutego.